# 海外映画 (企業)
海外映画株式会社（かいがいえいが-、Kaigai Eiga Co., Ltd., 1951年（昭和26年） 設立 - 1959年（昭和34年）頃 活動停止）は、かつて存在した日本の映画会社である。前身のブレイクストン・カンパニー日本支社についても記述する。

## 略歴・概要
1951年（昭和26年）12月、第二次世界大戦後のアメリカ映画の日本配給を独占していたセントラル映画社が解散し、同月27日に各社の日本支社が10年ぶりに復活するなか、同年1月26日に公開された初の日米合作映画『東京ファイル212』を製作したジョージ・ブレイクストンが設置した「ブレイクストン・カンパニー日本支社」を設置した。輸入業務を中心に、配給は東宝洋画部、パラマウント映画、ワーナー・ブラザース、新外映、映配と共同で行った。
1957年（昭和32年）8月、日本法人に改組、「海外映画株式会社」となる。資本金100万円、代表取締役はブレイクストン夫人であるアイリーン・ブレイクストンが務めた。本社は、東京都中央区銀座西4-3（現在の同区銀座4-2-15）、日本基督教団銀座教会並びの塚本素山ビルに置いた。

## 会社データ
- 所在地 : 東京都中央区銀座西4-3 塚本素山ビル（現在の同区銀座4-2-15 同ビル）
- 代表者 : 代表取締役社長 アイリーン・ブレイクストン

## おもなフィルモグラフィ
※ キネマ旬報映画データベースに見られる配給作品の一覧であり、日本での配給作品のみである。日本公開順。

### ブレイクストン
- 『白昼の脱獄』 My Six Convicts : 監督ヒューゴー・フレゴニーズ、主演ミラード・ミッチェル、1952年 アメリカ合衆国製作、1953年10月14日公開 - 共同配給東宝洋画部
- 『赤い槍』 The Scarlet Spear : 監督ジョージ・ブレイクストン / C・レイ・スタール、主演ジョン・ベントリー、1953年 アメリカ合衆国製作、1954年2月公開 - 共同配給パラマウント映画
- 『燃える幌馬車』 The Savage : 監督ジョージ・マーシャル、主演チャールトン・ヘストン、1952年 アメリカ合衆国製作、1954年6月22日公開 - 共同配給東宝
- 『暴力に挑む男』 Edge of Darkness : 監督ルイス・マイルストン、主演エロール・フリン、1943年 アメリカ合衆国製作、1954年10月13日公開 - 共同配給ワーナー・ブラザース
- 『死刑5分前』 Black Tuesday : 監督ヒューゴー・フレゴニーズ、主演エドワード・G・ロビンソン、1954年 アメリカ合衆国製作、1955年6月29日公開 - 共同配給新外映配給
- 『暗黒への転落』 Knock on Any Door : 監督ニコラス・レイ、主演ハンフリー・ボガート、1949年 アメリカ合衆国製作、1956年10月15日公開 - 共同配給映配
- 『哀愁物語』 Gaby : 監督カーティス・バーンハート、主演レスリー・キャロン、1956年 アメリカ合衆国製作、1956年12月15日公開 - 共同配給映配
- 『命知らずの男』 Kansas Raiders : 監督レイ・エンライト、主演オーディ・マーフィ、1951年 アメリカ合衆国製作、1957年1月3日公開 - 共同配給映配
- 『東京上空三十秒』 Thirty Seconds Over Tokyo : 監督マーヴィン・ルロイ、主演スペンサー・トレイシー、1945年 アメリカ合衆国製作、1957年5月21日公開 - 共同配給映配
- 『真昼の暴動』 Brute Force : 監督ジュールス・ダッシン、主演バート・ランカスター、1947年 アメリカ合衆国製作、1957年11月1日公開 - 共同配給映配

### 海外映画
- 『遠い道』 London ruft Nordpol : 監督ドゥイリオ・コレッティ、主演ドーン・アダムス、1957年 西ドイツ/ イタリア製作、1958年6月28日公開 - 共同配給映配
- 『赤い空』 Red Skies of Montana : 監督ジョゼフ・M・ニューマン、主演リチャード・ウィドマーク、1952年 アメリカ合衆国製作、1959年1月14日公開

## 註
1. ↑  『日本映画発達史 IV 史上最高の映画時代』、田中純一郎、中公文庫、1976年3月10日 ISBN 4122003156, p.100-101.
2. ↑  東京ファイル212、キネマ旬報映画データベース、2010年7月4日閲覧。
3. 1 2  キネマ旬報映画データベース、2010年7月4日閲覧。
4. ↑  Irene Breakston - IMDb（英語）, 2010年7月4日閲覧。
5. ↑  『キネマ旬報 第236-239号』、黒甕社、1959年、p.121.